# Gens Marcia
De gens Marcia was een voorname gens (familie) in het Oude Rome. Ze voerde haar afkomst terug op de vierde legendarische koning van Rome: Ancus Marcius. De gens kende een plebejische en patricische tak, waarbij het hoogswaarschijnlijk is dat de laatste uit de eerste voortkwam.

## Cognominain degens Marcia
- Barea
- Coriolanus
- Philippus
- Rex
- Rutilus

## Bekende leden van degens Marcia
- Numa Pompilius
- Ancus Marcius
- Gaius Marcius Coriolanus
- Gaius Marcius Rutilus
- Quintus Marcius Rex
- Marcia
- Lucius Marcius Philippus (doorverwijspagina)
- Quintus Marcius Philippus
- Quintus Marcius Barea Soranus
- Quintus Marcius Turbo